# Association Sportive de Saint-Étienne 1973-1974
La pagina raccoglie i dati riguardanti l'Association Sportive de Saint-Étienne nelle competizioni ufficiali della stagione 1973-1974.

## Stagione
La stagione 1973-74 vide il Saint-Étienne vincere in entrambe le competizioni in cui era impegnato: i Verts tornarono infatti alla vittoria del campionato (la prima della gestione Herbin) dopo aver lottato contro Nantes e Angers. Anche in Coppa di Francia la squadra riuscì a trionfare sconfiggendo in finale il Monaco.

## Maglie e sponsor
Nel corso del campionato vengono utilizzate divise prodotte dalla Le Coq Sportif, con Manufrance come sponsor ufficiale. Le divise impiegate durante le gare di Coppa di Francia sono invece prodotte dall'Adidas e con Perrier come sponsor ufficiale.
| Campionato | Coppa di Francia |

## Organigramma societario
Area direttiva
- Presidente:  Roger Rocher

Area tecnica
- Direttore sportivo: Pierre Garronaire
- Allenatore: Robert Herbin

## Rosa
Fonte:
| N. |                       | Ruolo | Calciatore         |
| -- | --------------------- | ----- | ------------------ |
|    | Jugoslavia (bandiera) | P     | Ivan Ćurković      |
|    | Francia (bandiera)    | P     | Gérard Migeon      |
|    | Francia (bandiera)    | D     | Gérard Janvion     |
|    | Francia (bandiera)    | D     | Gérard Farison     |
|    | Francia (bandiera)    | D     | Christian Lopez    |
|    | Francia (bandiera)    | D     | Alain Merchadier   |
|    | Argentina (bandiera)  | D     | Oswaldo Piazza     |
|    | Francia (bandiera)    | D     | Pierre Repellini   |
|    | Francia (bandiera)    | C     | Dominique Bathenay |
|    | Francia (bandiera)    | C     | José Broissart     |

| N. |                    | Ruolo | Calciatore           |
| -- | ------------------ | ----- | -------------------- |
|    | Francia (bandiera) | C     | Jean-Michel Larqué   |
|    | Francia (bandiera) | C     | Michel Rouquette     |
|    | Francia (bandiera) | C     | Jacques Santini      |
|    | Francia (bandiera) | C     | Christian Synaeghel  |
|    | Francia (bandiera) | A     | Georges Bereta       |
|    | Francia (bandiera) | A     | Hervé Revelli        |
|    | Francia (bandiera) | A     | Patrick Revelli      |
|    | Francia (bandiera) | A     | Dominique Rocheteau  |
|    | Francia (bandiera) | A     | Christian Sarramagna |

## Risultati

### Coppa di Francia
| Roanne 3 febbraio 1974 Trentaduesimi di finale | Saint-Étienne | 3 – 1 | Gueugnon |  |

| Boulogne-sur-Mer 3 marzo 1974 Sedicesimi di finale - Andata | Boulogne | 0 – 2 | Saint-Étienne |  |

| Saint-Étienne 9 marzo 1974 Sedicesimi di finale - Ritorno | Saint-Étienne | 2 – 0 | Boulogne |  |

| Angers 30 marzo 1974 Ottavi di finale - Andata | Angers | 2 – 0 | Saint-Étienne |  |

| Saint-Étienne 3 aprile 1974 Ottavi di finale - Ritorno | Saint-Étienne | 4 – 0 | Angers |  |

| Saint-Étienne 4 maggio 1974 Quarti di finale - Andata | Saint-Étienne | 2 – 1 | Nantes |  |

| Nantes 7 maggio 1974 Quarti di finale - Ritorno | Nantes | 1 – 1 | Saint-Étienne |  |

| Parigi 31 maggio 1974 Semifinale | Stade Reims | 0 – 1 | Saint-Étienne |  |

| Arbitro: | Verbecke |

|                              |           |           |
| Synaeghel 44’ Merchadier 61’ | Marcatori | 65’ Onnis |

## Statistiche

### Statistiche di squadra
| Competizione     | Punti (bonus) | Totale | Totale | Totale | Totale | Totale | Totale | DR |
| Competizione     | Punti (bonus) | G      | V      | N      | P      | Gf     | Gs     | DR |
| ---------------- | ------------- | ------ | ------ | ------ | ------ | ------ | ------ | -- |
| Division 1       | 66 (11)       | 38     | 23     | 9      | 6      | 74     | 40     | -  |
| Coppa di Francia | -             | 9      | 7      | 1      | 1      | 17     | 6      | -  |
| Totale           |               | 47     | 30     | 10     | 7      | 91     | 46     | -  |

### Andamento in campionato
| Giornata  | 1 | 2 | 3 | 4 | 5 | 6 | 7 | 8 | 9 | 10 | 11 | 12 | 13 | 14 | 15 | 16 | 17 | 18 | 19 | 20 | 21 | 22 | 23 | 24 | 25 | 26 | 27 | 28 | 29 | 30 | 31 | 32 | 33 | 34 | 35 | 36 | 37 | 38 |
| --------- | - | - | - | - | - | - | - | - | - | -- | -- | -- | -- | -- | -- | -- | -- | -- | -- | -- | -- | -- | -- | -- | -- | -- | -- | -- | -- | -- | -- | -- | -- | -- | -- | -- | -- | -- |
| Luogo     | T | C | T | C | T | C | T | T | C | T  | C  | T  | C  | T  | C  | T  | C  | T  | C  | T  | C  | C  | T  | C  | C  | C  | T  | C  | T  | C  | T  | C  | T  | C  | T  | C  | T  | C  |
| Risultato | V | V | V | V | P | N | V | N | N | V  | N  | P  | V  | P  | V  | N  | V  | V  | V  | P  | V  | V  | V  | P  | N  | N  | V  | V  | P  | V  | N  | V  | N  | V  | V  | V  | V  | V  |
| Posizione | 3 | 3 | 2 | 1 | 1 | 2 | 1 | 3 | 3 | 3  | 2  | 4  | 1  | 3  | 2  | 2  | 1  | 1  | 1  | 2  | 2  | 2  | 2  | 2  | 2  | 2  | 2  | 2  | 2  | 2  | 2  | 1  | 1  | 1  | 1  | 1  | 1  | 1  |

Fonte:  France » Ligue 1 1973/1974 » Schedule, su worldfootball.net.
Legenda:

Luogo: C = Casa; T = Trasferta. Risultato: V = Vittoria; N = Pareggio; P = Sconfitta.

### Statistiche dei giocatori
| Giocatore     | Division 1 | Division 1 | Coppa di Francia | Coppa di Francia | Totale   | Totale |
| Giocatore     | Presenze   | Reti       | Presenze         | Reti             | Presenze | Reti   |
| ------------- | ---------- | ---------- | ---------------- | ---------------- | -------- | ------ |
| D. Bathenay   | 23         | 6          | 9                | 1                | 32       | 7      |
| G. Bereta     | 36         | 6          | 9                | 2                | 45       | 8      |
| J. Bereta     | 1          | 0          | 0                | 0                | 1        | 0      |
| I. Ćurković   | 38         | -?         | 9                | -?               | 47       | -?     |
| G. Farison    | 34         | 4          | 7                | 0                | 41       | 4      |
| G. Janvion    | 9          | 3          | 4                | 0                | 13       | 3      |
| G. Migeon     | 0          | -0         | 0                | -0               | 0        | -0     |
| J.M. Larqué   | 33         | 7          | 9                | 5                | 42       | 12     |
| C. Lopez      | 24         | 4          | 9                | 1                | 33       | 5      |
| A. Merchadier | 30         | 1          | 5                | 2                | 35       | 3      |
| O. Piazza     | 32         | 4          | 9                | 0                | 41       | 4      |
| P. Repellini  | 33         | 1          | 7                | 1                | 40       | 2      |
| D. Rocheteau  | 4          | 0          | 2                | 1                | 6        | 1      |
| M. Rouquette  | 2          | 0          | 1                | 1                | 3        | 1      |
| H. Revelli    | 34         | 19         | 5                | 2                | 39       | 21     |
| P. Revelli    | 35         | 14         | 7                | 0                | 42       | 14     |
| J. Santini    | 2          | 0          | 0                | 0                | 2        | 0      |
| C. Sarramagna | 17         | 3          | 2                | 0                | 19       | 3      |
| C. Synaeghel  | 36         | 6          | 7                | 1                | 43       | 7      |